# Wolf Lake (Minnesota)
Wolf Lake – miasto w Stanach Zjednoczonych, w stanie Minnesota, w hrabstwie Becker.